# Octavio (nombre)
Octavius es un praenomen o un nombre propio. No fue particularmente común en Roma, pero pudo ser usado más frecuentemente en espacios rurales. La forma femenina es Octavia. El nombre dio origen al patriarcado de la gens Octavia, y tal vez incluso a la gens Otacilia. Una inscripción tardía incluye la abreviación Oct. o Oti.
El praenomen Octavius es mejor conocido por Octavius Mamilius, el príncipe de Tusculum, y yerno de Lucius Tarquinius Superbus, el séptimo y último rey de Roma, quien fue muerto por Titus Herminius en la Batalla del Lago Regilo alrededor del 496 a. C. Miembros de la gens Mamilia llegaron a Roma después y el nombre debió ser usado por los ancestros de los Octavii y tal vez de los Octacilii, pero los ejemplos del praenomen son escasos. Debió ser usado en alguna ocasión a lo largo de la República Romana y ya entrada la época imperial. El nombre fue usado por la gens Maecia y una Octavia Valeria Vera vivió en Ticinum en el segundo o tercer siglo; e incluso, el nombre ha sobrevivido hasta la actualidad.

## Origen y significado del nombre
La palabra latina para ocho es octavus y esta es la raíz del praenomen, aunque como nombre casi siempre se utiliza con una "-i-" intermedia, Octavius u Octavia en lugar de Octavus u Octava respectivamente. Este es el caso de otros praenomen, que incluye Marcia y Titia, las formas femeninas para Marcus y Titus.
Octavius cae en la misma clase de praenomen masculinos como Quintus, Sextus, Septimus, Nonus y Decimus, así como las formas femeninas Prima, Secunda, Tertia, Quarta, Quinta, Sexta, Septima, Nona y Decima. Probablemente fue dado a un octavo hijo o hija. Sin embargo, también se ha postulado que tales nombres podrían referirse al mes del año en que la criatura había nacido, aunque no explica por qué los nombres Septimus, Octavius o Nonus son tan escasos. Pero como los padres generalmente tenían la libertad de elegir el nombre que más les gustaba, puede ser que tales nombres se hayan asignado por cualquiera de estas razones.
En la forma de Uchtave, este praenomen también fue usado por los etruscos.